# Amata iphimedea
Amata iphimedea är en fjärilsart som beskrevs av Eugen Johann Christoph Esper 1794. Amata iphimedea ingår i släktet Amata och familjen björnspinnare. Inga underarter finns listade i Catalogue of Life.